# Roger d'Aumont
Pour les articles homonymes, voir Aumont.
 Roger d'Aumont (né vers 1610 et mort à Paris le 25 mars 1653) a été évêque d'Avranches de 1644 à 1651.

## Biographie
Roger d'Aumont est le 3e fils de Jacques II d'Aumont, baron de Chappes et Prévôt de Paris et de l'Île-de-France et de son épouse Charlotte Catherine de Villequier la veuve de François d'O. Il est le petit-fils du maréchal d'Aumont et le frère cadet de Antoine II d'Aumont de Rochebaron. 
Destiné à l'Église on ignore tout de sa formation ecclésiastique mais il est pourvu en commende de nombreuses abbayes : abbaye Saint-Pierre d'Uzerche (1621), abbaye Notre-Dame de Barzelle au diocèse de Bourges (1638), abbaye de Beaulieu au diocèse de Boulogne, abbaye de Saint-Georges-sur-Loire au diocèse d'Angers, abbaye de Longvillers (1645). Il est également depuis 1625 aumônier du roi. 
Il est finalement désigné pour l'évêché d'Avranches en 1645 et consacré par le cardinal Nicolò Guidi di Bagno mais il se démet de ses fonctions épiscopales dès 1651 du fait de sa santé précaire ou des troubles de la Fronde et permute son siège avec l'abbé de Saint-Aubin des Bois. Il se retire à Paris où il meurt dans son hôtel le 25 mars 1653. Il est inhumé comme plusieurs autres membres de sa famille dans le cimetière du couvent des Récollets de Picpus.